# Eugène Allard
Jean-Pierre Allard, detto Eugène (Lione, 23 febbraio 1829 – Roma, 21 aprile 1864), è stato un pittore francese.

## Biografia
Eugène Allard nacque a Lione il 23 febbraio del 1829. Nel 1850 fu uno studente di Louis Janmot alla scuola di belle arti di Lione, dopodiché entrò nella scuola di belle arti parigina, dove fu allievo di Hippolyte Flandrin. Lavorò con Flandrin agli affreschi della chiesa di San Vincenzo de' Paoli a Parigi. Dal 1851 al 1861 espose dei ritratti e dei dipinti a soggetto religioso ai Saloni di Lione e Parigi.
All'inizio dell'inverno del 1863, Allard si trasferì a Roma con sua madre, sua moglie e i suoi quattro figli per studiare i maestri del Rinascimento ed aprì il proprio studio in via dei Prefetti, al numero 26. Il 21 aprile del 1864, venne assassinato nel suo studio da uno dei suoi modelli, che gli diede quindici o sedici colpi di martello sulla testa. L'assassino, tale Luigi Margheriti, venne poi condannato all'ergastolo per omicidio e furto (avendo anche rubato l'orologio del pittore).
Intorno al 1875-1876, la vedova di Eugène Allard commissionò a Jean-Joseph Carriès un busto in memoria di suo marito. Carriès realizzò una seconda opera, in terracotta, intitolata Eugène Allard velato o L'ultimo sonno (1877 circa, Parigi, Petit Palais), la quale rappresenta la maschera mortuaria di Eugène Allard ricoperta da un lenzuolo. Carriès donò quest'opera alla vedova.